# Чиполлина, Джон
Джон Чиполли́на (англ. John Cipollina, наст. имя: John Holland Mallet III, 24 августа 1943 — 29 мая 1989) — американский музыкант, наиболее известный как соло-гитарист рок-группы Quicksilver Messenger Service.
В середине 1960-х годов вместе с другим гитаристом — Гэри Данканом — основал в Сан-Франциско группу Quicksilver Messenger Service. Как пишет музыкальный сайт AllMusic, музыканты на сан-францисской психоделической сцене в основном были переключившимися на эйсид-рок бывшими фолк-музыкантами, и в этом смысле Чиполлина с Данканом, на момент основания своей группы хардрокеры, отличались. Как участник и соло-гитарист группы Quicksilver Messenger Service Джон Чиполлина в 1960-е годы внёс заметный вклад в формирование сан-францисского психоделического звучания.
В 2003 году журнал «Роллинг стоун» поместил Чиполлину на 32-е место своего «Списка ста величайших гитаристов всех времен».

## Дискография
- См. «John Cipollina § Discography» в английском разделе.